# Лойовець
Лойовець (пол. Łojowiec) — гірський потік в Україні, у Надвірнянському районі Івано-Франківської області у Галичині. Лівий доплив Пруту, (басейн Дунаю).

## Опис
Довжина потоку приблизно 7,50 км, найкоротша відстань між витоком і гирлом — 5,68  км, коефіцієнт звивистості потоку — 1,32 . Формується багатьма безіменними струмками та загатою. Потік тече у гірському масиві Ґорґани.

## Розташування
Бере початок на північних схилах гори Страгора (885 м). Тече переважно на південний схід через село Лоєва, селище Делятин і впадає у річку Прут, ліву притоку Дунаю.

## Цікавий факт
- У XIX столітті понад потоком існувало декілька фігурних хрестів[2], а у Лоєва та Делятин було по 2 християнські церкви[2].
- У селищі Делятин потік перетинає автошлях Н09[3].